# Phulpur
Phulpur is een nagar panchayat (plaats) in het district Prayagraj van de Indiase staat Uttar Pradesh.

## Demografie
Volgens de Indiase volkstelling van 2001 wonen er 21.066 mensen in Phulpur, waarvan 54% mannelijk en 46% vrouwelijk is. De plaats heeft een alfabetiseringsgraad van 60%.